# Phacellaria fargesii
Phacellaria fargesii är en tvåhjärtbladig växtart som beskrevs av Paul Lecomte. Phacellaria fargesii ingår i släktet Phacellaria och familjen Amphorogynaceae. Inga underarter finns listade i Catalogue of Life.